# 核遺伝子
核遺伝子(Nuclear gene)は、真核生物の細胞核に所在する遺伝子である。この用語は、ミトコンドリアや葉緑体内に所在する遺伝子と区別するために用いられる。単に「遺伝子」と言った場合には、核遺伝子を指している場合が多い。
真核生物の独特なゲノムは、共生関係から起こってきたと考えられている。ミトコンドリアは、アルファプロテオバクテリアが古細菌のホスト細胞の生理機能に組み込まれ、細胞小器官になったものである。植物ではこの過程が繰り返され、藍藻が共生して葉緑体となった。進化の過程で、細胞小器官の持つ小さな遺伝子のうち、多くが核遺伝子に移動しているものの、核遺伝子は、元の生物の遺伝子をほぼ表している。
細胞小器官のものも含めた細胞のタンパク質の大部分は、核遺伝子から転写された伝令RNAの産物であり、核遺伝子の全ての産物と同様に細胞質で生成され、細胞小器官に移動する。さらに、核遺伝子は、非翻訳の調整RNAもコードする。核内の遺伝子は、染色体内に直線状に配列し、これはDNA複製の足場や遺伝子発現の調整に関与する。このようにして、これらは厳密な複製数の制御を受け、1度の細胞周期当たり1度の複製が行われる。